# Tortosa (stacja kolejowa)
Tortosa – stacja kolejowa w Tortosie, w Katalonii, w Hiszpanii. Znajdują się tu 3 perony.